# كاساندرا (خالكيذيكي)

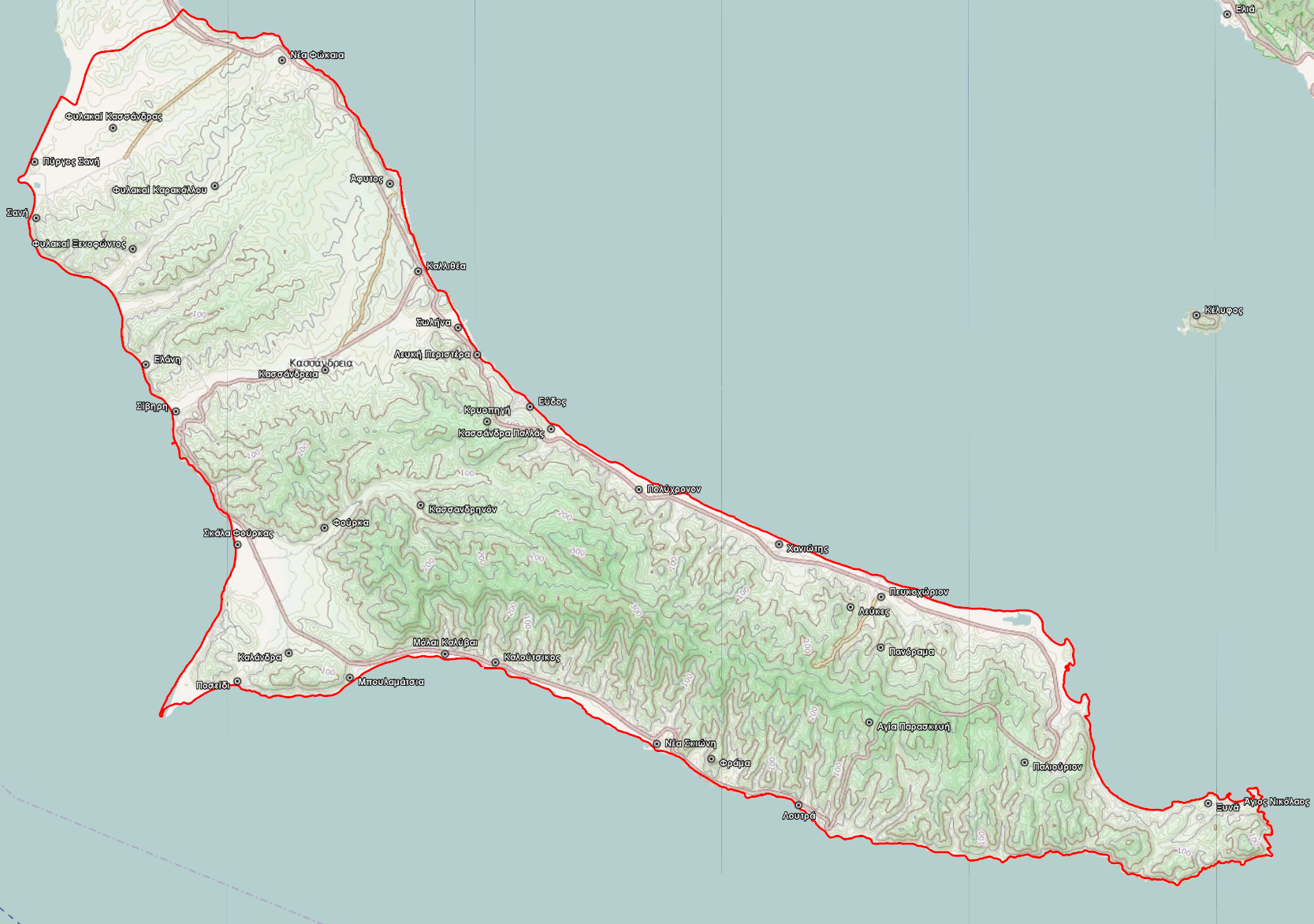

كاساندرا باليونانية (Κασσάνδρα) هي شبه جزيرة وبلدية في خالكيذيكي، اليونان. يقع مقر البلدية في كاساندريا.

## البلدية
تشكلت بلدية كاساندرا في الإصلاح الحكومي المحلي في 2011 عن طريق دمج البلديتين السابقتين، وأصبحتا وحدات للبلدية:
- كاساندرا
- باليني